# Borgsted Banke
 For alternative betydninger, se Borgsted (flertydig). (Se også artikler, som begynder med Borgsted)
Borgsted Banke er et voldsted i Nørreskoven i Sønder Stenderup ved Lillebælt. Stedet er benævnt Borgsted Bakke i Generalstabens Kort. 
100 meter fra strandkanten ligger en 12 meter høj bakke i forlængelse af skråningerne ned mod vandet. Borgsted Banke har en ca. 4 meter dyb voldgrav ind mod skoven, så det har været muligt at forsvare borgen til alle sider. 
Voldstedet er bygget i middelalderen og er dateret til ca. år 1067
Borgpladsen og voldgravene er velbevarede den dag i dag og stedet har et tværmål på kun ca. 25 meter.
Den nord-vestlige brystværnet (jordvolden) blev fjernet i 1848 for at blive brugt til en rampe til kanoner der blev opstillet i treårskrigen.
I borgpladsens NV hjørne fandtes et 3 m bredt kampestensfundament - tilsyneladende af et rundt tårn - samt en del kalkrester og munkesten. Inde i tårnet fandtes et faststampet lergulv samt en del trækul og ildskørnede sten - tilsyneladende fra et ildsted. 
Nedenfor Voldstedet ligger en fin gratis lejrplads.